# Krąpiewo
Krąpiewo – (niem. Krompiewo, 1942-1945 Rohrbeck) wieś w Polsce położona w województwie kujawsko-pomorskim, w powiecie bydgoskim, w gminie Koronowo.

## Podział administracyjny
W latach 1975–1998 miejscowość administracyjnie należała do województwa bydgoskiego.

## Demografia
Według danych Urzędu Gminy Koronowo (XII 2015 r.) miejscowość liczyła 247 mieszkańców.

## Zabytki
Według rejestru zabytków NID na listę zabytków wpisany jest zespół dworski z XIX w., nr rej.: A/211/1-3 z 5.06.1987:
- dwór o cechach klasycystycznych z 2 poł. XIX w. (ruina)
- park, 2 poł. XIX w.
- spichrz (ruina).

## Dawne schrony
Na terenie wsi w pierwszej połowie l. 80. XX wieku zlokalizowano schron specjalnego przeznaczenia. Udostępniony w 2010 dla zwiedzających, został ostatecznie zamknięty i w 2013 pozbawiony większości wyposażenia. W 2022 roku właściciel razem z terenem 8,5 ha wystawił schron na sprzedaż.